# لشکر ۳۱ پیاده (ایالات متحده آمریکا)
لشکر ۳۱ پیاده (انگلیسی: 31st Infantry Division) لشکر پیاده‌نظام نیروی زمینی ایالات متحده آمریکا است، که در سال ۱۹۱۷ تأسیس شد و در سال ۱۹۶۸ منحل گردید.
این یگان هم‌اکنون یک تیپ از گارد ملی ارتش است. این تیپ در سال ۱۹۷۳ از یک لشکر کوچک‌تر شد و به ستاد تیپ ۳۱ زرهی تبدیل شد. اصل و نسب این تیپ به لشکر ۳۱ پیاده‌نظام ("دیکسی") برمی‌گردد. لشکر ۳۱ پیاده گارد ملی ارتش ایالات متحده بود که تقریباً از سال ۱۹۱۷ تا ۱۹۶۸ به طور مداوم فعال بود. این لشکر که از مردانی از آلاباما، فلوریدا، جورجیا، لوئیزیانا، میشیگان، ایلینوی و می‌سی‌سی‌پی در مقاطع مختلف زمانی تشکیل شده بود، در جنگ جهانی اول و جنگ جهانی دوم خدمت کرد و در طول جنگ کره بسیج شد، اگرچه در جنگ کره به خارج از کشور اعزام نشد.
این لشکر که در سال ۱۹۱۷ در طول جنگ جهانی اول از گارد ملی آلاباما، فلوریدا و جورجیا سازماندهی شده بود، در سپتامبر ۱۹۱۸ به فرانسه اعزام شد و چند هفته قبل از آتش‌بس ۱۱ نوامبر که به جنگ پایان داد، به آنجا رسید. در فرانسه، این لشکر به یک کادر تقلیل یافت و بیشتر نیروهای آن برای جایگزینی واحدهای موجود در فرانسه استفاده شدند. این لشکر در ماه دسامبر به ایالات متحده بازگشت و در ژانویه ۱۹۱۹ منحل شد.
لشکر ۳۱ در سال ۱۹۲۳ با گارد ملی از آلاباما، فلوریدا، لوئیزیانا و می‌سی‌سی‌پی سازماندهی مجدد شد. این لشکر در سال ۱۹۴۰ در طول جنگ جهانی دوم بسیج شد و چندین سال را در ایالات متحده آموزش دید. در سال ۱۹۴۴ به منطقه جنوب غربی اقیانوس آرام اعزام شد و در نبرد گینه نو و نبرد میندانائو جنگید. پس از پایان جنگ، این لشکر در دسامبر ۱۹۴۵ منحل شد.
در سال ۱۹۴۶، لشکر ۳۱ با واحدهای آلاباما و می‌سی‌سی‌پی دوباره فعال شد. این لشکر که در طول جنگ کره بسیج شده بود، در کمپ‌های آتربری و کمپ کارسون در ایالات متحده خدمت کرد. لشکر ۳۱ در سال ۱۹۵۴ منحل و در آلاباما و می‌سی‌سی‌پی تجدید سازمان شد. در اوج جنبش حقوق مدنی، عناصر می‌سی‌سی‌پی این لشکر برای برقراری نظم در جریان شورش ال میس در سال ۱۹۶۲ فراخوانده شدند، در حالی که عناصر آلاباما برای تضمین ادغام مدارس در سال ۱۹۶۳ و حفظ نظم در طول راهپیمایی‌های سلما تا مونتگومری در سال ۱۹۶۵، فدرالیزه شدند. در سال ۱۹۶۸، این لشکر منحل شد و واحدهای آن به بخشی از لشکر ۳۰ زرهی تبدیل شدند.